# Карлос Ечеваррія
Ка́рлос Ечева́ррія (ісп. Carlos Echevarría; нар. 8 грудня 1973, Каркаранья, Санта-Фе, Аргентина) — аргентинський актор, сценарист і продюсер.

## Біографія
Карлос Ечеваррія народився в місті Каркаранья, що в провінції Санта-Фе (Аргентина). Починав навчання акторській майстерності в Національній театральній школі міста Росаріо. У віці 19-ти років він вирішив оселитися в Буенос-Айресі і почав брати уроки у таких майстрів, як Літо Крус, Мартін Аджемян, Давид Дінаполі, Лоренсо Кінтерос та Хуліо Чавес. У 1998 році Ечеваррія дебютує у віці 24 років своєю першою головною роллю у політичній драмі «Гараж Олімпо» режисера Марко Бечіса, де його партнерами по знімальному майданчику були Домінік Санда, Антонелла Коста та Енріке Піньєйро.
У 2000—2001 роках Карлос Ечеваррія разом з італійською акторкою Стефаніє Сандреллі і аргентинцем Енріке Піньєйрою знімався в Італії у стрічці Марко Бечіса «Сини та доньки» про часи Брудної війни в Аргентині. У 2004 році знявся в дебютному фільмі на ЛГБТ-тематику режисерки Анахі Бернері «Рік без кохання». Пізніше Ечеваррія зіграв ще у кількох фільмах, що зачіпаюсь тему гомосексуальних відносин: «Відсутній» (2011, реж. Марко Бергер; фільм здобув премію «Тедді» на 61-му Берлінському кінофестивалі), «Самотність» (2013, реж. Марсело Брієм Стамм) та «Третій» (2014, реж. Родріго Герреро).
У 2005 році Карлос Ечеваррія написав сценарій трилера «Спостерігати», що був поставлений режисером-дебютантом Фабіаном Форте, у якому виступив також як продюсер та зіграв одну з ролей.

## Фільмографія
| Рік  |     | Українська назва        | Оригінальна назва           | Роль             |
| ---- | --- | ----------------------- | --------------------------- | ---------------- |
| 1993 | с   | Селеста, завжди Селеста | Celeste, siempre Celeste    |                  |
| 1997 | с   | Чорний список           | Archivo negro               |                  |
| 1999 | ф   | Гараж «Олімпо»          | Garage Olimpo               | Фелікс           |
| 2001 | кф  | Ми досягаємо успіху     | Vamos ganando               |                  |
| 2002 | с   | Кохання удачливих       | 1000 millones               |                  |
| 2004 | ф   | Орендарі з пекла        | Los inquilinos del infierno | Карлос           |
| 2004 | ф   | Рік без кохання         | Un año sin amor             | Ніколас          |
| 2005 | ф   | Як зірчастий літак      | Como un avión estrellado    | Фран             |
| 2005 | ф   | Життя в місті           | Vivir en la ciudad          | Адріан           |
| 2005 | ф   | Стефанія                | Stephanie                   |                  |
| 2008 | ф   | Спостерігати            | Celo                        | Даніел           |
| 2008 | док | 1973, крик серця        | 1973, un grito del corazón  | інтерв'юер       |
| 2009 | ф   | Зловісний               | Lo siniestro                | Марсело          |
| 2010 | ф   | Повінь                  | Desbordar                   | Марк Янг         |
| 2011 | ф   | Відсутній               | Ausente                     | Себастьян        |
| 2012 | ф   | Корпорація              | La corporación              | Дріжнік          |
| 2013 | ф   | Самотність              | Solo                        | Гораціо          |
| 2014 | ф   | Третій                  | El tercero                  | Герман           |
| 2015 | ф   | Блаженні ті, що плачуть | Felices los que lloran      | Рікардо Фассарді |